# Afroclanis neavi
Afroclanis neavi är en fjärilsart som beskrevs av George Francis Hampson 1910. Afroclanis neavi ingår i släktet Afroclanis och familjen svärmare. Inga underarter finns listade i Catalogue of Life.

## Bildgalleri

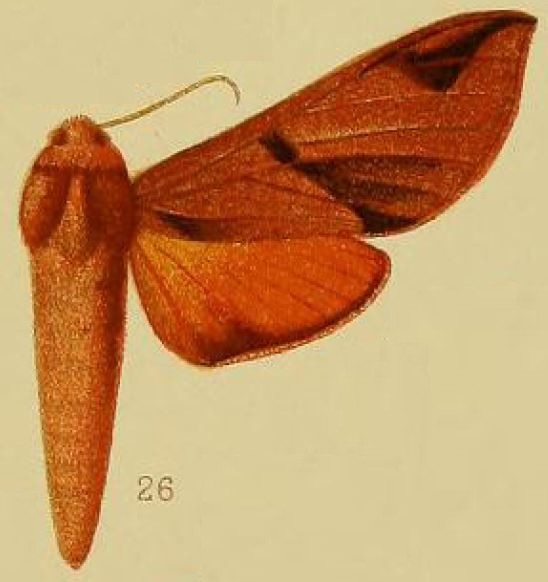